# Kunstjahr 1513
Liste der Kunstjahre

◄◄ | ◄ | 1509 | 1510 | 1511 | 1512 | Kunstjahr 1513 | 1514 | 1515 | 1516 | 1517 | ► | ►►

Weitere Ereignisse
Dieser Artikel behandelt das Kunstjahr 1513.

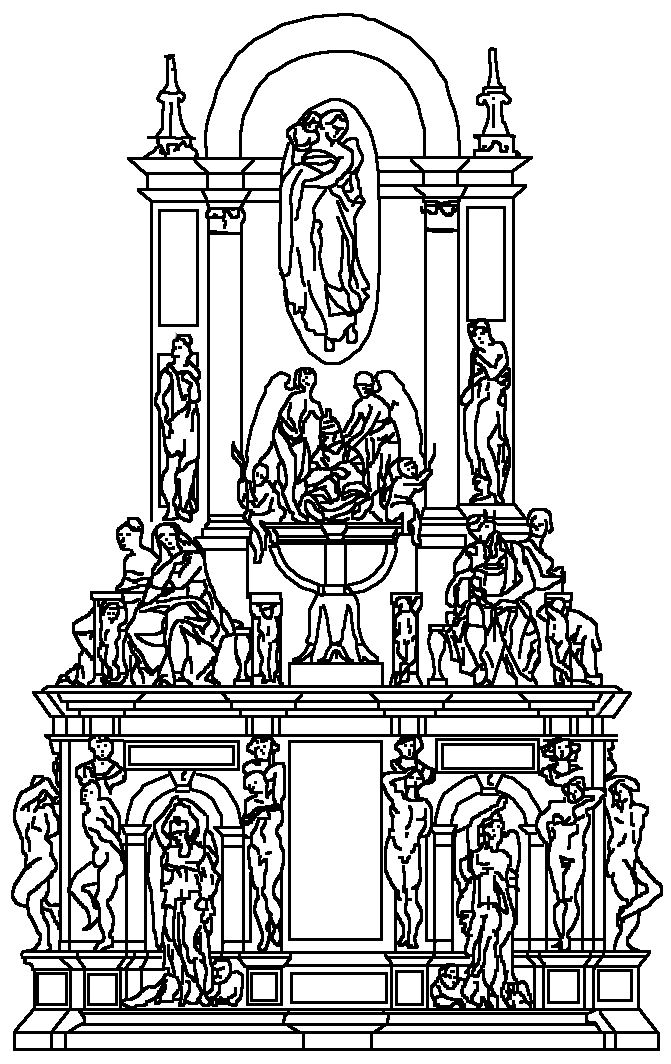
Rekonstruktion des Projekts für das Juliusgrabmal von 1513

## Ereignisse

### Architektur

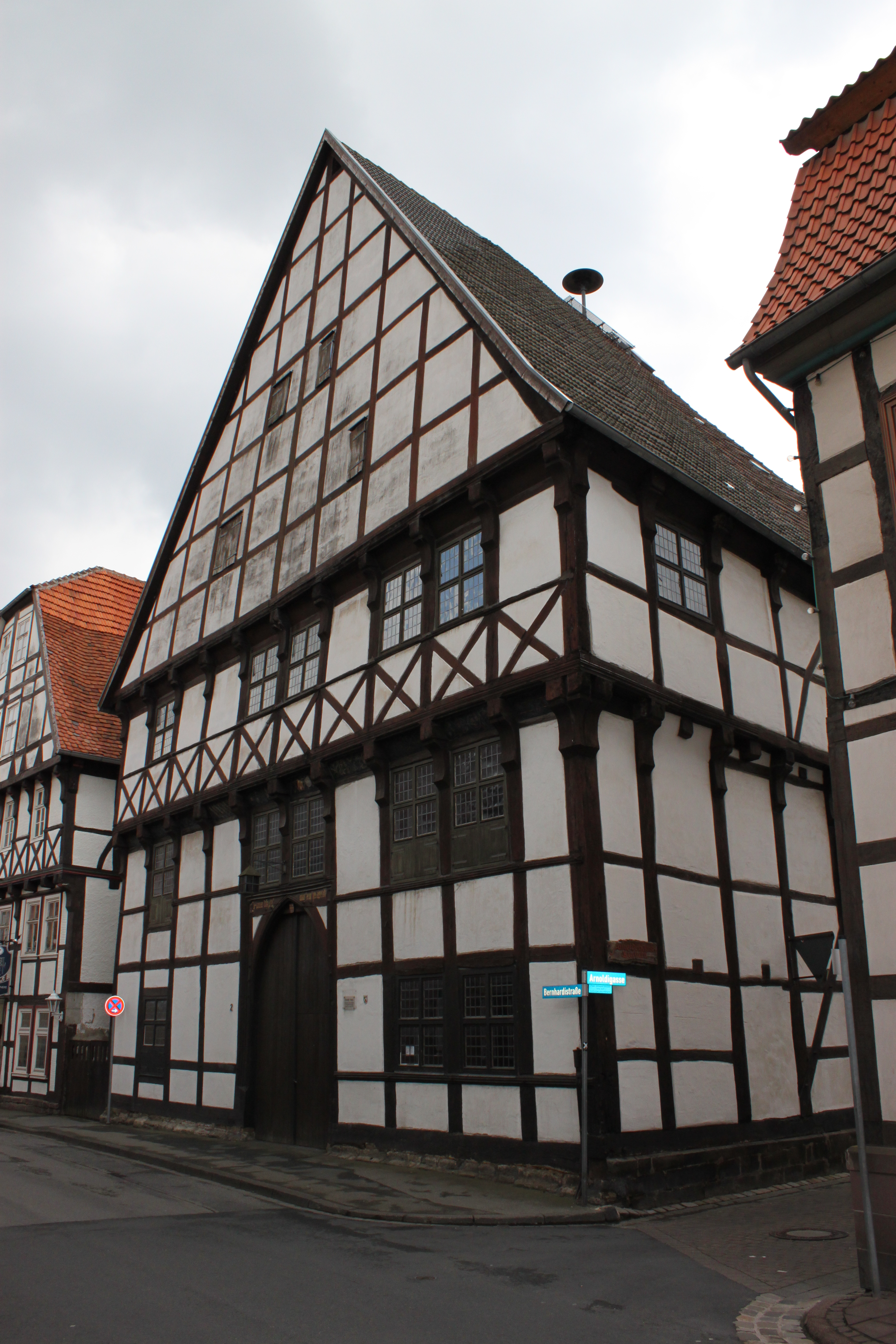
Arnoldihaus Warburg

- 4. April: Henrick Santman errichtet in Warburg ein Fachwerkhaus. Das Gebäude wird später zur Erinnerung an den Jesuitenpater und Märtyrer Johannes Arnoldi als Arnoldihaus bezeichnet und gehört heute zum Kulturerbe der Stadt.
- Als nach einem Blitzschlag die Turmspitze des Hochturms des im Bau befindlichen Stephansdoms in Wien abgetragen und erneuert werden muss, führte nicht der Dombaumeister Anton Pilgram, sondern sein Parlier Gregor Hauser die technisch komplizierten Arbeiten aus.

### Bildhauerei
- 12. November: Der Leichnam des 1493 verstorbenen Kaisers Friedrich III. wird im von Niclas Gerhaert van Leyden neu geschaffenen Grabmal im Stephansdom in Wien beigesetzt.

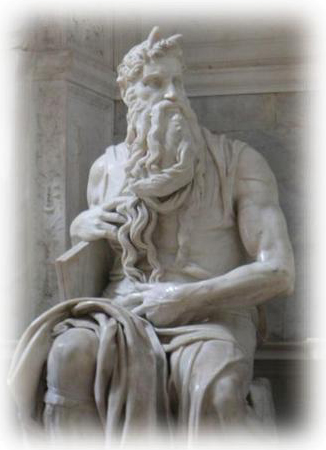
Moses (ca. 1513)

- Nach dem Tod von Papst Julius II. schließen seine Erben mit Michelangelo Buonarotti einen neuen Vertrag über das Grabmonument, an dem dieser gerade arbeitet. Das Monument soll jetzt in einer verkleinerten Version fertiggestellt werden. In der ersten Zeit entstehen unter anderem die Figur des gehörnten Moses und der gefesselte und der sterbende Sklave.
- Meister Anton Pilgram vollendet den Orgelfuß des Stephansdoms in Wien.

### Grafik
- Im Bereich der Waffenschmiedekunst werden die ersten Eisenätzradierungen durchgeführt. Diese Form der Grafik setzt sich aber nicht durch, da Eisen zu schnell Rost ansetzt.

### Malerei
- Raffael vollendet nach etwa einjähriger Arbeit die von Papst Julius II. anlässlich des Sieges über die in Italien eingefallenen Franzosen und der Einverleibung der Stadt Piacenza in den Kirchenstaat in Auftrag gegebene Sixtinische Madonna, berühmt vor allem für die Puttenengel am unteren Bildrand (Engel der Sixtina).

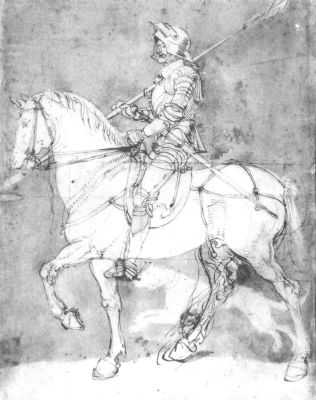
Dürer: Ritter zu Pferde, Studie von 1512/13

- Albrecht Dürer schafft während seiner Zeit in Nürnberg den ersten seiner drei Meisterstiche Ritter, Tod und Teufel. Wie auch andere Stiche des Künstlers zeichnet sich dieses Bild durch eine Vielzahl von Symbolen aus der Ikonographie aus.

- 1513/1514: Raffael malt in Öl auf Holz die Madonna della Seggiola.

### Druckwerke

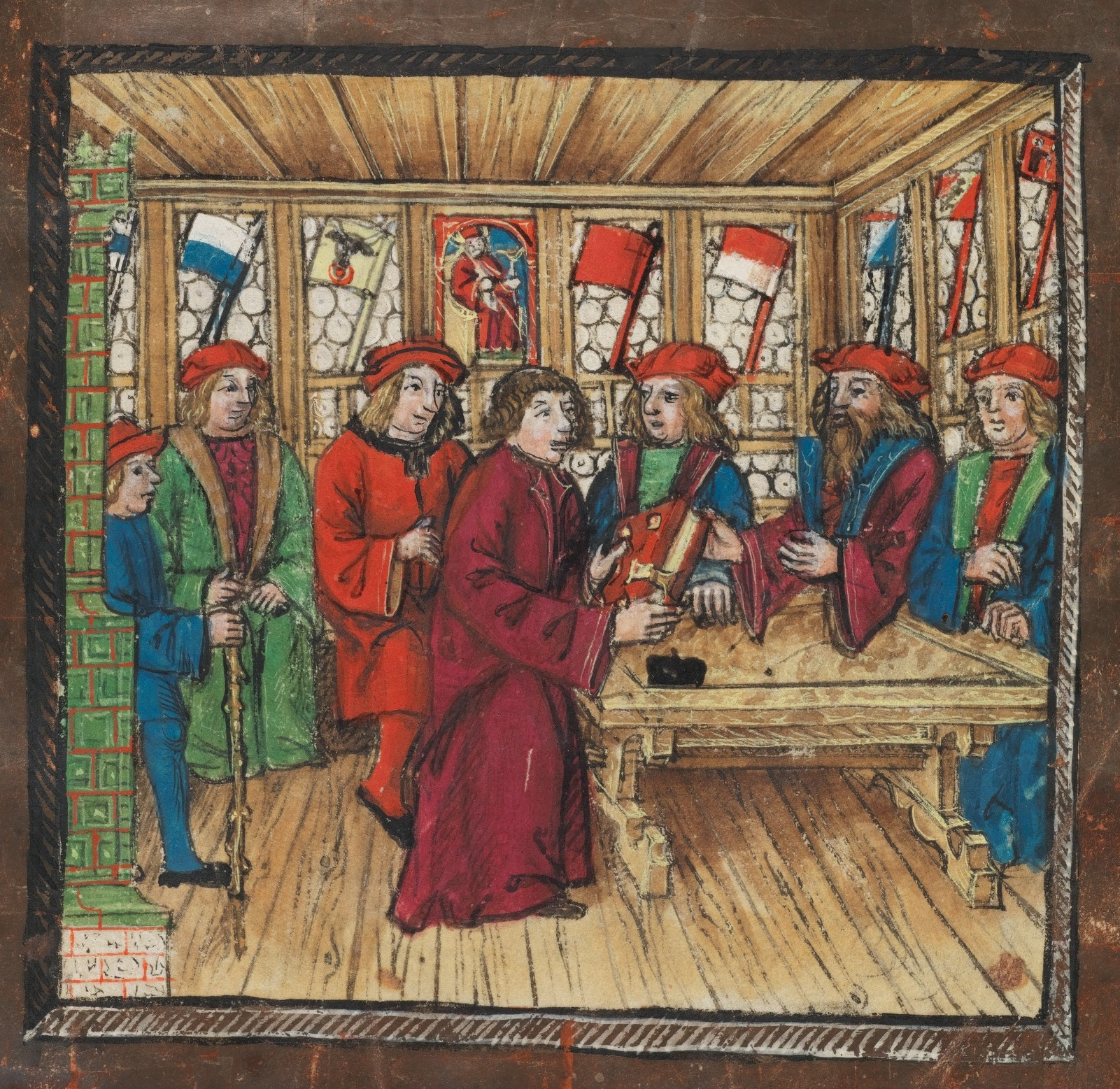
Diebold Schilling überreicht seine Chronik dem Rat von Luzern

- 15. Januar: Diebold Schilling übergibt die Luzerner Chronik dem Rat der Stadt Luzern. Das in mehrjähriger Arbeit entstandene Werk zählt zu den reichhaltig gestalteten Schweizer Bilderchroniken.

### Sonstiges
- 11. März: Nach dem Tod von Papst Julius II. am 21. Februar besteigt mit Leo X. ein weiterer Kunstliebhaber und Mäzen den Thron Petri. Unter seinem Pontifikat wird Rom noch mehr als bisher ein Zentrum für Kunst und Kultur.

## Geboren
- Heinrich Vogtherr der Jüngere, deutscher Maler, Zeichner, Holzschneider und Radierer († 1568)

## Gestorben

### Todesdatum gesichert

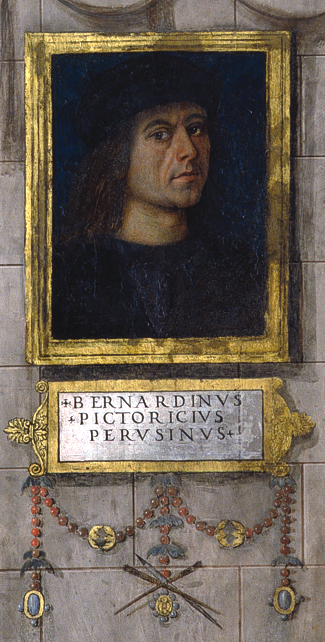
Pinturicchio, Selbstporträt in Santa Maria Maggiore in Spello

- 20. September: Wolfgang Tenk, deutscher Baumeister der Gotik
- 3. Oktober: Anton Koberger, deutscher Buchdrucker, Verleger und Buchhändler der Inkunabelzeit (* um 1440)
- 3. November: Augustin Olomoucký, böhmischer Humanist, Schriftsteller und Kunstsammler (* 1467)
- 11. Dezember: Pinturicchio, italienischer Maler der Frührenaissance (* 1454)

### Genaues Todesdatum unbekannt
- Bastiano Mainardi, italienischer Maler der Renaissance (* um 1460)
- Heinrich Yselin, deutscher spätgotischer Holzschnitzer (* um 1450)

### Gestorben um 1513
- zw. 1508 und 1513: Francesco Rosselli, italienischer Miniaturenmaler und Kupferstecher (* 1445)

- Piero Pacini, italienischer Buchdrucker (* um 1440)